# Кальво, Армандо
Армандо Паскуаль Кальво Леспьер (исп. Armando Pascual Calvo Lespier 25 декабря 1919 года, Сан-Хуан, Пуэрто-Рико — 6 июля 1996 года, Мехико, Мексика) — латиноамериканский актёр, который снимался почти во всех латиноамериканских странах, Испании, Италии, и ещё некоторых европейских странах с большим успехом. Огромную популярность актёру принёс мексиканский кинематограф, где актёр снимался вплоть до своей кончины. Всего принял участие в 96 работах в кино и телесериалах.

## Биография
Родился 25 декабря 1919 года в Сан-Хуане в семье актёра Хуана Кальво Доменека. Родным братом актёра, являлся также актёр Маноло Кальво. В конце 1920-х годов семья переехала в Испанию. Юный актёр участвовал в детском спектакле, после которого родители отдали своего сынишку в Мадридскую киношколу, где он стал высококлассным актёром.
В 1940-х годах актёр успешно снимался в Испании и Италии. После знакомства с актрисой Марией Феликс, он переехал в Мексику, где он снимался вплоть до своей кончины. Именно в Мексике он снимался в своих самых ярких и известных фильмах и сериалах, среди которых культовая мексиканская теленовелла «Дикая Роза», где он исполнил роль простого и доброго героя — садовника Себастьяна в особняке семьи Линарес.
Скончался 6 июля 1996 года в Мехико от сердечной недостаточности в возрасте 76 лет.

## Личная жизнь
Армандо Кальво был женат дважды — первый брак был неудачным из-за скандалов жены (они развелись менее чем через год после свадьбы), но второй брак оказался счастливым, о котором актёр Армандо Кальво мечтал всю свою жизнь. От второго брака, у актёра Армандо Кальво, родилось 9 детей, а чуть позже внуки и правнуки, которых актёр очень сильно любил и играл с ними всю жизнь. Даже, когда Армандо Кальво заболел, вторая жена актёра не оставила его, а заботилась о нём до самой кончины. Актёр Армандо Кальво страдал эмфиземой и почечной недостаточностью.
Актёр Армандо Кальво был женат дважды:
- Первой супругой актёра являлась Мария Тереса Фригос — личная жизнь не сложилась, супруги быстро развелись.
- Второй супругой актёра являлась Урсула Кальво — брак оказался крепким и долговечным, супруга подарила актёру 9 детей.

## Фильмография

### Сериалы студииTelevisa
- 1987 — Дикая Роза…. Себастьян (дубляж — Юрий Саранцев)
- 1989 — Карусель…. Дон Фермин
- 1994 — Маримар…. Гаспар